# Perundurai
Perundurai (o Perundural) è una suddivisione dell'India, classificata come town panchayat, di 16.973 abitanti, situata nel distretto di Erode, nello stato federato del Tamil Nadu. In base al numero di abitanti la città rientra nella classe IV (da 10.000 a 19.999 persone).

## Geografia fisica
La città è situata a 11° 16' 0 N e 77° 34' 60 E e ha un'altitudine di 291 m s.l.m..

## Società

### Evoluzione demografica
Al censimento del 2001 la popolazione di Perundurai assommava a 16.973 persone, delle quali 8.431 maschi e 8.542 femmine. I bambini di età inferiore o uguale ai sei anni assommavano a 1.513, dei quali 776 maschi e 737 femmine. Infine, coloro che erano in grado di saper almeno leggere e scrivere erano 12.287, dei quali 6.748 maschi e 5.539 femmine.